# Wabash County (Illinois)
Das Wabash County ist ein County im US-amerikanischen Bundesstaat Illinois. Im Jahr 2010 hatte das County 11.947 Einwohner und eine Bevölkerungsdichte von 20,6 Einwohnern pro Quadratkilometer. Der Verwaltungssitz (County Seat) ist Mount Carmel.

## Geografie
Das County liegt im Südosten von Illinois am Westufer des Wabash River, der die Grenze zu Indiana bildet. Es hat eine Fläche von 590 Quadratkilometern, wovon elf Quadratkilometer Wasserfläche sind. An das Wabash County grenzen folgende Nachbarcountys:
| Richland County | Lawrence County         |                       |
| Edwards County  |                         | Knox County (Indiana) |
| White County    | Gibson County (Indiana) |                       |

## Geschichte
Das Wabash County wurde am 27. Dezember 1824 aus dem Edwards County nach Meinungsverschiedenheiten über den County-Verwaltungssitz gebildet.
Das erste Gerichts- und Verwaltungsgebäude wurde 1831 erbaut. 1857 wurde es durch einen Brand vollständig zerstört, ebenso die dort gelagerten Dokumente. Das nächste Gebäude wurde 1877 durch einen Tornado zerstört. 1881 wurde das heutige Courthouse errichtet, das nach einem Zusammenbruch der Vorderfront 1959 bis 1963 vollständig renoviert wurde.

## Demografische Daten
Nach der Volkszählung im Jahr 2010 lebten im Wabash County 11.947 Menschen in 4752 Haushalten. Die Bevölkerungsdichte betrug 20,6 Einwohner pro Quadratkilometer. In den 4752 Haushalten lebten statistisch je 2,51 Personen.
Ethnisch betrachtet setzte sich die Bevölkerung zusammen aus 97,2 Prozent Weißen, 0,8 Prozent Afroamerikanern, 0,2 Prozent amerikanischen Ureinwohnern, 0,7 Prozent Asiaten sowie aus anderen ethnischen Gruppen; 1,1 Prozent stammten von zwei oder mehr Ethnien ab. Unabhängig von der ethnischen Zugehörigkeit waren 1,4 Prozent der Bevölkerung spanischer oder lateinamerikanischer Abstammung.
22,1 Prozent der Bevölkerung waren unter 18 Jahre alt, 60,0 Prozent waren zwischen 18 und 64 und 17,9 Prozent waren 65 Jahre oder älter. 51,1 Prozent der Bevölkerung war weiblich.

Das jährliche Durchschnittseinkommen eines Haushalts lag bei 47.426 USD. Das Pro-Kopf-Einkommen betrug 23.629 USD. 12,7 Prozent der Einwohner lebten unterhalb der Armutsgrenze.

## Ortschaften im Wabash County
City
- Mount Carmel

Villages
- Allendale
- Bellmont
- Browns1
- Keensburg

Unincorporated Communities
| - Cowling - Friendsville - Lancaster - Maud | - Mesa Lake - Odgen - Rochester |

1 – überwiegend im Edwards County

## Gliederung
Das Wabash County ist in acht Bezirke (precincts) eingeteilt:
| Presinct              | Einwohner (2010) | FIPS     |
| --------------------- | ---------------- | -------- |
| Bellmont precinct     | 702              | 17-90378 |
| Coffee precinct       | 353              | 17-90792 |
| Compton precinct      | 174              | 17-90810 |
| Friendsville precinct | 550              | 17-91314 |
| Lancaster precinct    | 559              | 17-91854 |
| Lick Prairie precinct | 213              | 17-91890 |
| Mount Carmel precinct | 8389             | 17-92214 |
| Wabash precinct       | 1007             | 17-93582 |